# Église Saint-Pierre du Castellet
Pour les articles homonymes, voir Église Saint-Pierre.
L'église Saint-Pierre, placée sous l'invocation de Saint-Pierre, est une église de style roman située sur la commune de Le Castellet dans le département des Alpes-de-Haute-Provence en France.

## Histoire
Entièrement restaurée en 1995, l'église du Castellet est dédiée à saint Pierre.
Au cours du XXe siècle, l'église fut d'ailleurs l'objet de plusieurs « liftings ». En 1956, le toit dégradé qui laissait passer l'eau fut remplacé par un nouveau en tôle ondulée. Mal construit, il dut être à nouveau entièrement refait en 1985 avec des plaques de fibrociment recouvertes de tuiles romanes pour un meilleur aspect.
La restauration de 1995 a permis de découvrir deux ouvertures jusque-là obturées au fond du chœur et de les équiper de vitraux.
Enfin en 1995, l'église, mise à mal par une humidité permanente depuis plusieurs siècles, fut l'objet d'une restauration complète en profondeur. La sacristie rendue inutilisable depuis 1743 à la suite d'une tempête sans précédent fut dégagée, les murs furent entièrement décroûtés et ré-enduits (extérieur et intérieur), la voûte remise en état, les sols recarrelés, les vitraux restaurés et un chauffage fut installé pour éviter le retour de l'humidité.
Malheureusement au cours des travaux, le cadran solaire tracé sur la façade principale en 1770 fut crépi par inadvertance alors qu'il était prévu de le protéger et de le conserver. Il a donc aujourd'hui disparu… dans l'attente, peut-être, d'une reconstruction à l'identique.

## Architecture
L'église actuelle est composée de plusieurs parties construites à des époques différentes avec un point commun : la maçonnerie constituée de galets de Rancure et d'un mortier à la chaux. Dès 1178, une petite chapelle avait été construite. Elle fut agrandie au cours du XVe siècle puis du XVIe siècle devant l'afflux de population. La date de 1622 au-dessus de la porte principale atteste de cette extension.
La porte principale possède une arcature de style typiquement roman, en pierres de taille, portant la date de 1622.
La porte latérale a une arcature plus grossière et plus ancienne : celle de la petite église du XIIe siècle, réutilisée en 1622.

## Le clocher
Le clocher placé latéralement, au niveau du chœur, date du XIXe siècle.
En 1854, un clocher comportant des pierres de taille dans les angles fut rajouté, avec une horloge sans cadran qui sonnait simplement les heures. Il faudra attendre la deuxième moitié du XXe siècle pour voir apparaître une horloge à deux cadrans. Le clocher porte actuellement deux cadrans d'horloge, l'un au sud, l'autre à l'ouest.